# Burg Groppenstein

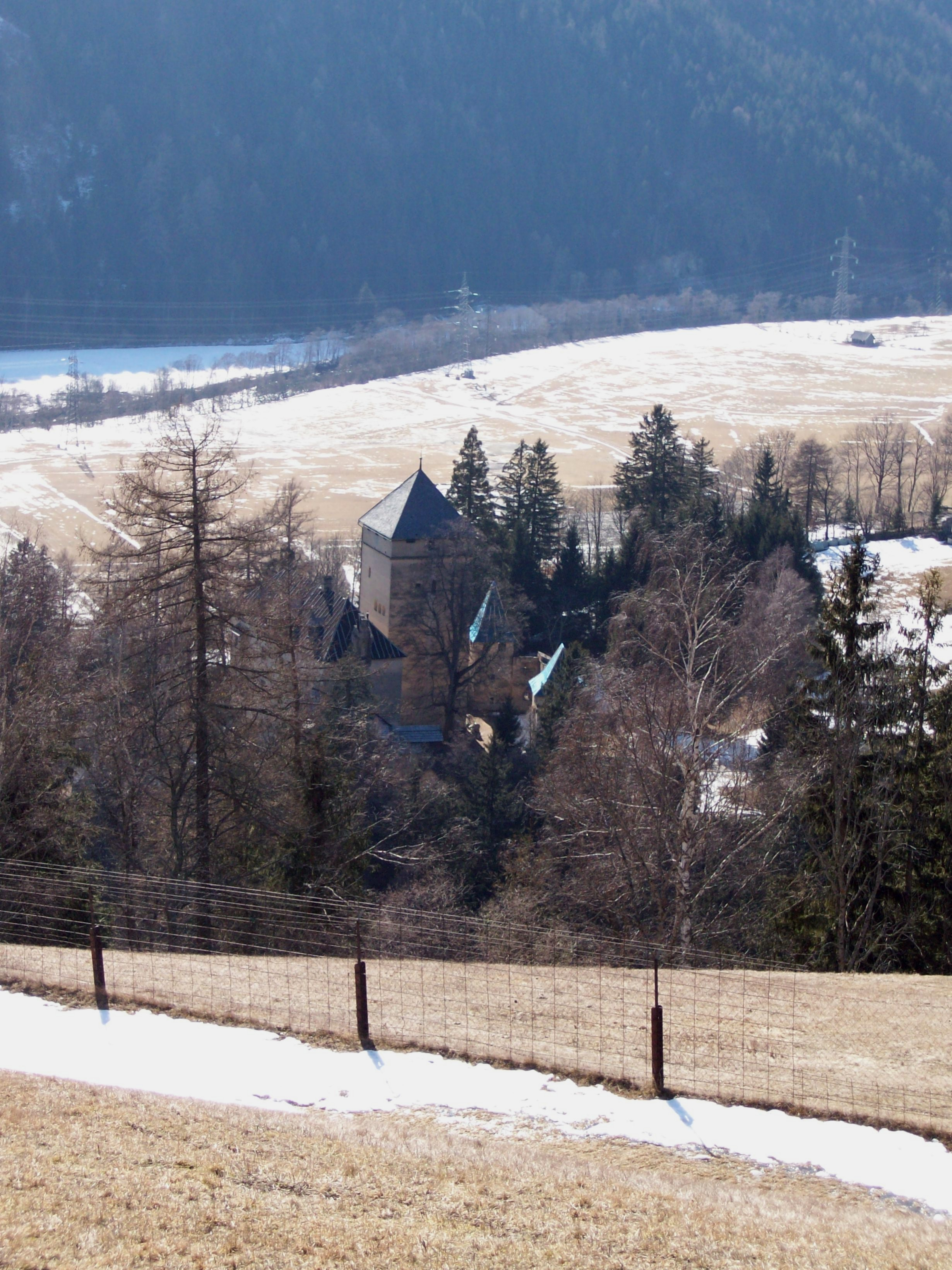
Burg Groppenstein im Februar 2012 von der Mallnitzer Straße aus Richtung Mallnitz ins Mölltal nach Obervellach gesehen

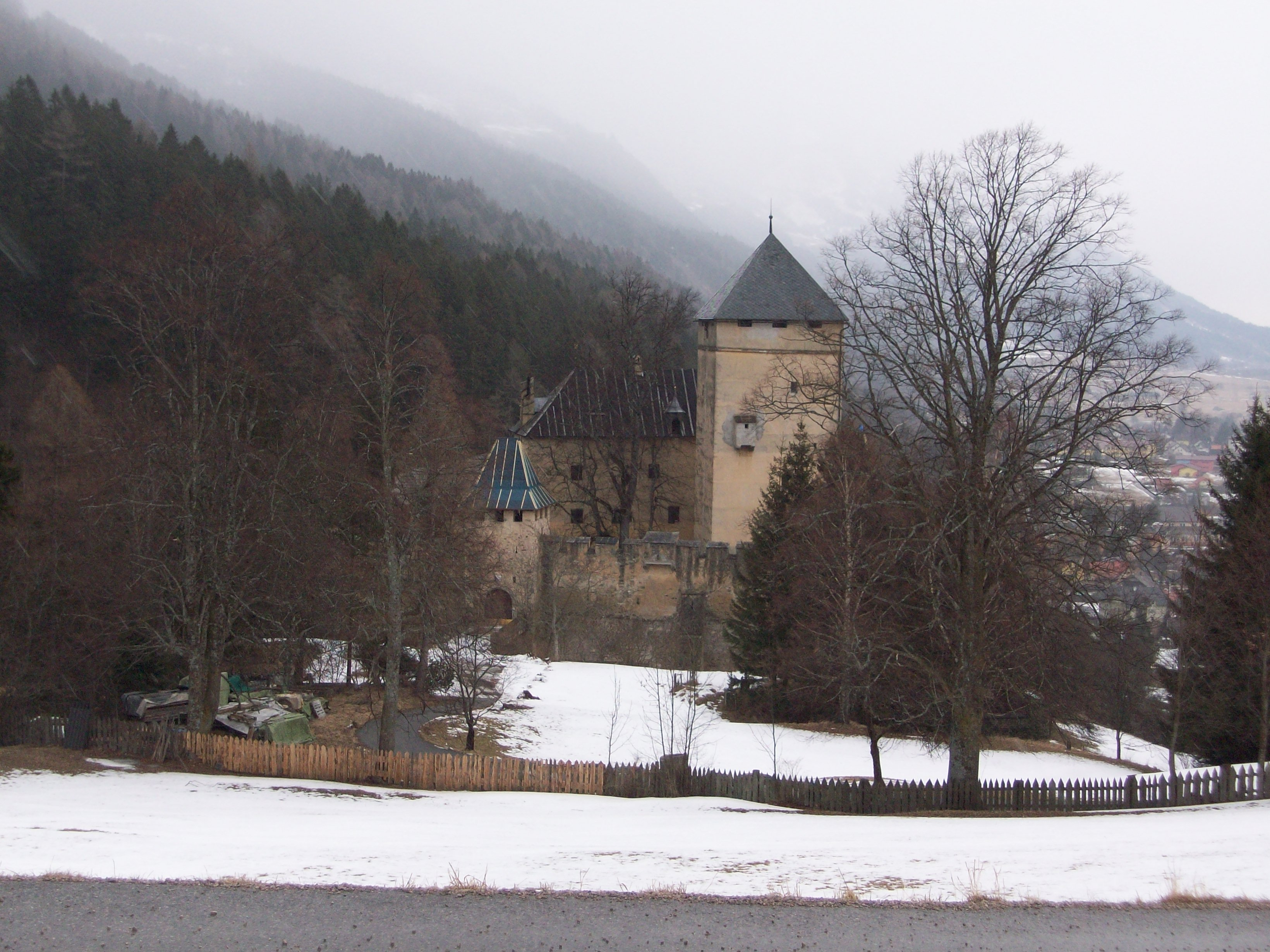
Zugangsseite der Burg Groppenstein mit der Brücke über den Halsgraben, dem Torhaus, der Wehrmauer mit Zinnen im Vordergrund, dem Palas und dem Bergfried mit Aborterker im Hintergrund des Burgensembles

Die Burg Groppenstein ist eine Felsenburg nordwestlich von Obervellach, nahe der Einmündung des Mallnitzbachs in die Möll, auf einem nach drei Seiten abfallenden Felsen oberhalb der Ortschaft Raufen. Sie ist zudem Namensgeber der nahegelegenen Groppensteinschlucht. Heute befindet sich die Burg in Privatbesitz von Robert Schöbel.

## Geschichte
Erstmals urkundlich erwähnt wurde die Burg Groppenstein im Jahr 1254 als „turris Cropensteine“. Damals belehnte der Salzburger Erzbischof Philipp seinen Bogenschützen Heinrich Swärhaupt mit einigen Besitzungen bei Groppenstein. Zeuge dieser Belehnung war ein Ministerial der Grafen von Ortenburg namens Pabo de Cropensteine.
Der Burgturm könnte allerdings deutlich früher erbaut worden sein. Der Name lässt sich vom althochdeutschen Personennamen Groppo (ahd. groppo – Grünling, Kresse) ableiten.
Ende des 13. oder Anfang des 14. Jahrhunderts kam Groppenstein in Besitz der Grafen von Görz. 1324 scheint Friedrich von Groppenstein als Hofschreiber von Graf Albrecht von Görz-Tirol auf.
Groppenstein galt jahrhundertelang als Turmburg, sie wurde jedoch bereits 1342 als Feste bezeichnet. Als Pfleger wird in diesem Jahr Konrad der Gröppler geführt, dessen Sohn Jörg sich von Groppenstein nannte. Veronika von Groppenstein vermählte sich, als letzte ihres Geschlechts, mit Wilhelm Graf von Schernperg.
Die Burg wurde zwischen 1470 und 1480 von Görzer Ministerialen zur spätmittelalterlichen Wehranlage ausgebaut. In dieser Zeit errichtete Jakob Gröppel von Groppenstein auch den heutigen Palas.
Als Veronika im Jahr 1486 verstarb, fiel der Besitz an ihre drei Söhne. 20 Jahre später belehnte Kaiser Maximilian I. Christoph Graf mit der Burg. Dieser bekam vom Salzburger Erzbischof Matthäus Lang auch die Pflegschaft von Goldegg im Pongau übertragen.
Um das Jahr 1588 waren Bartholomäus Khevenhüller und Friedrich von Hollenegg, die in die Familie Graf von Schernberg eingeheiratet hatten, im Besitz der Burganlage. Diese verkauften Groppenstein 1612 an Adam Jakob von Lind.
Von 1693 bis 1870 werden die Freiherren von Sternbach als Burgbesitzer geführt. Zwei Jahre später erwarb sie der Wiener Architekt Adolf Stipperger. Dieser führte eine romanisierende Gesamtrestaurierung der bereits stark verfallenen Burg, sowohl außen, als auch im Inneren, durch. Dies gab Groppenstein sein heutiges Aussehen.
Groppenstein war im Laufe seiner Geschichte ständig bewohnt und ist daher sehr gut erhalten. Seit 1968 werden laufend Restaurierungsarbeiten vorgenommen.

## Bauwerk

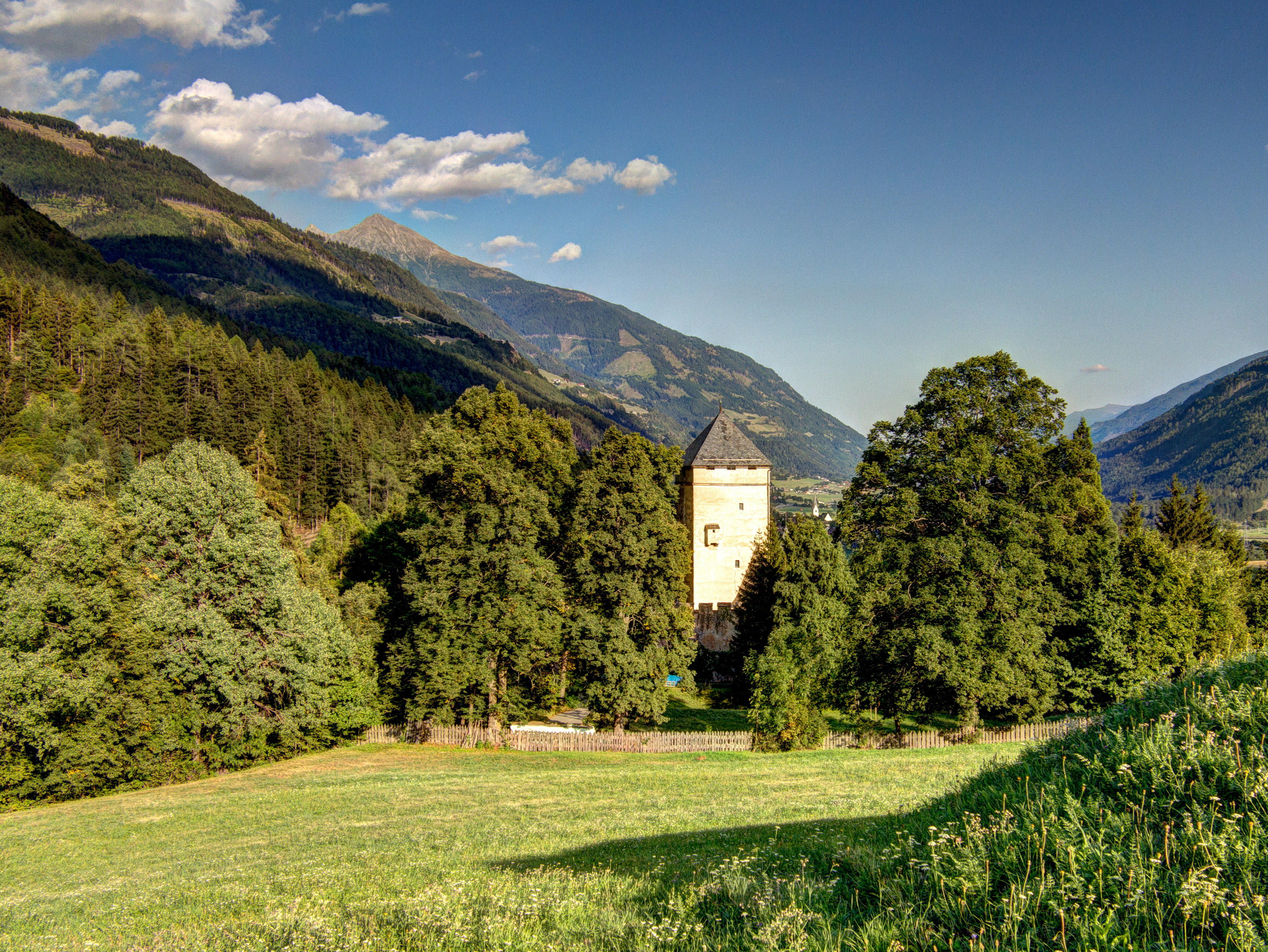
Burg Groppenstein im Sommer

Die Burg ist dreigeschoßig und im Wesentlichen ein Bau aus dem 15. Jahrhundert. Aus der Erbauungszeit ist noch der mächtige, fünfgeschoßige, romanische Bergfried erhalten. Der 23 Meter hohe Turm ist im zweiten Stock mit dem gotischen Palas durch eine Holzbrücke verbunden. Durch die Restaurierung des Palas 1870 wurde dessen Aussehen stark verändert. Es wurden neuzeitliche Schornsteine angebracht, ein Zinnengiebel und große Fenster eingebaut. Am Palas ist ein Wappen der Grafen von Schernperg aus der Mitte des 16. Jahrhunderts zu sehen.
Der Burghof wird vom Bergfried, dem Palas und von einer zinnengekrönten Ringmauer umgeben. Die Wehrmauer wurde im 19. Jahrhundert erneuert, genauso wie der dreistöckige Torturm. Über eine Betonbrücke, die die Zugbrücke ablöste, kann man den westlichen Halsgraben überqueren.
In den Innenräumen sind spätgotische Details erhalten geblieben.